# Pico Tres Mares

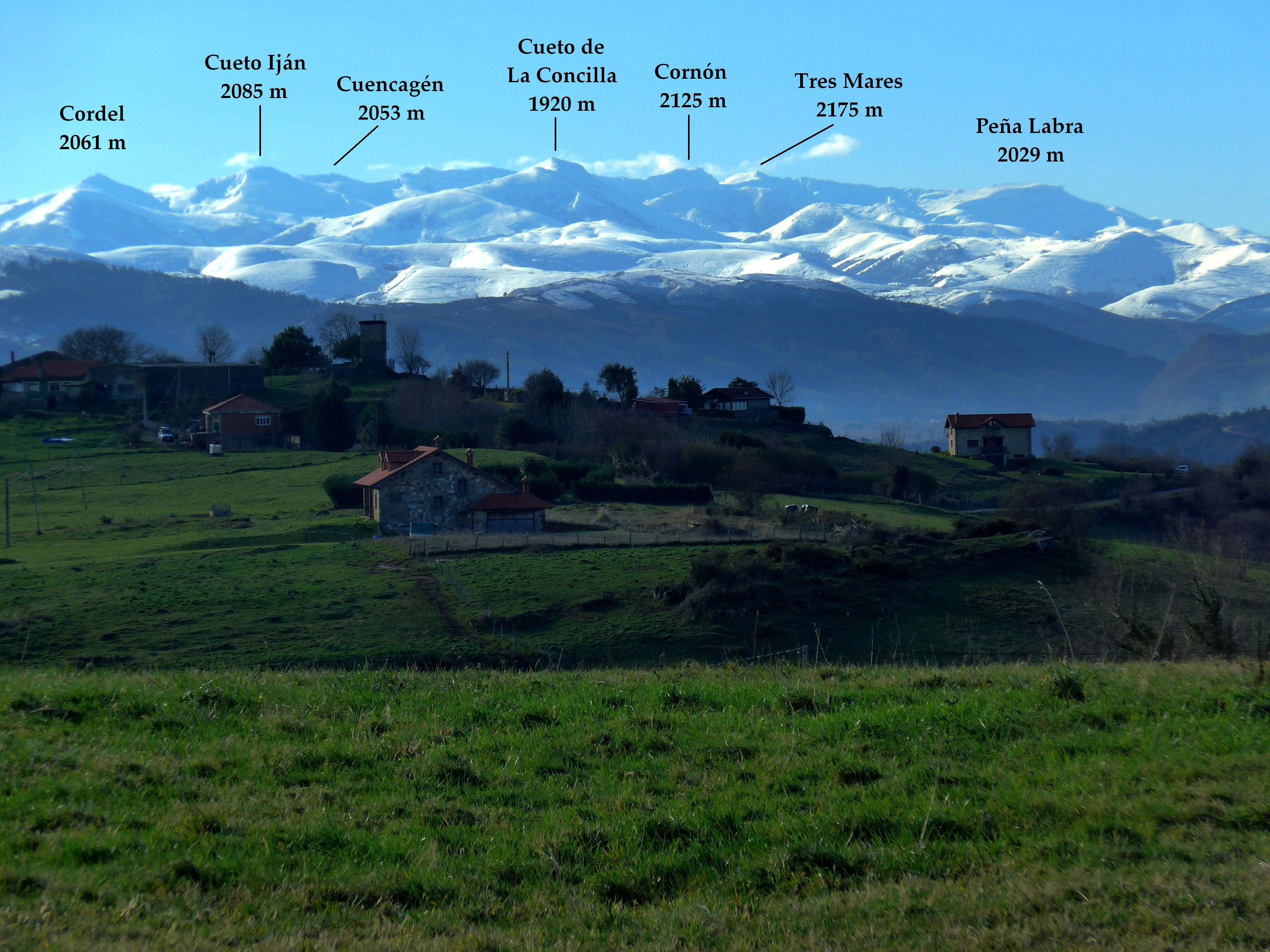
Pico Tres Mares visto junto a otras cumbres desde Alfoz de Lloredo (Cantabria)

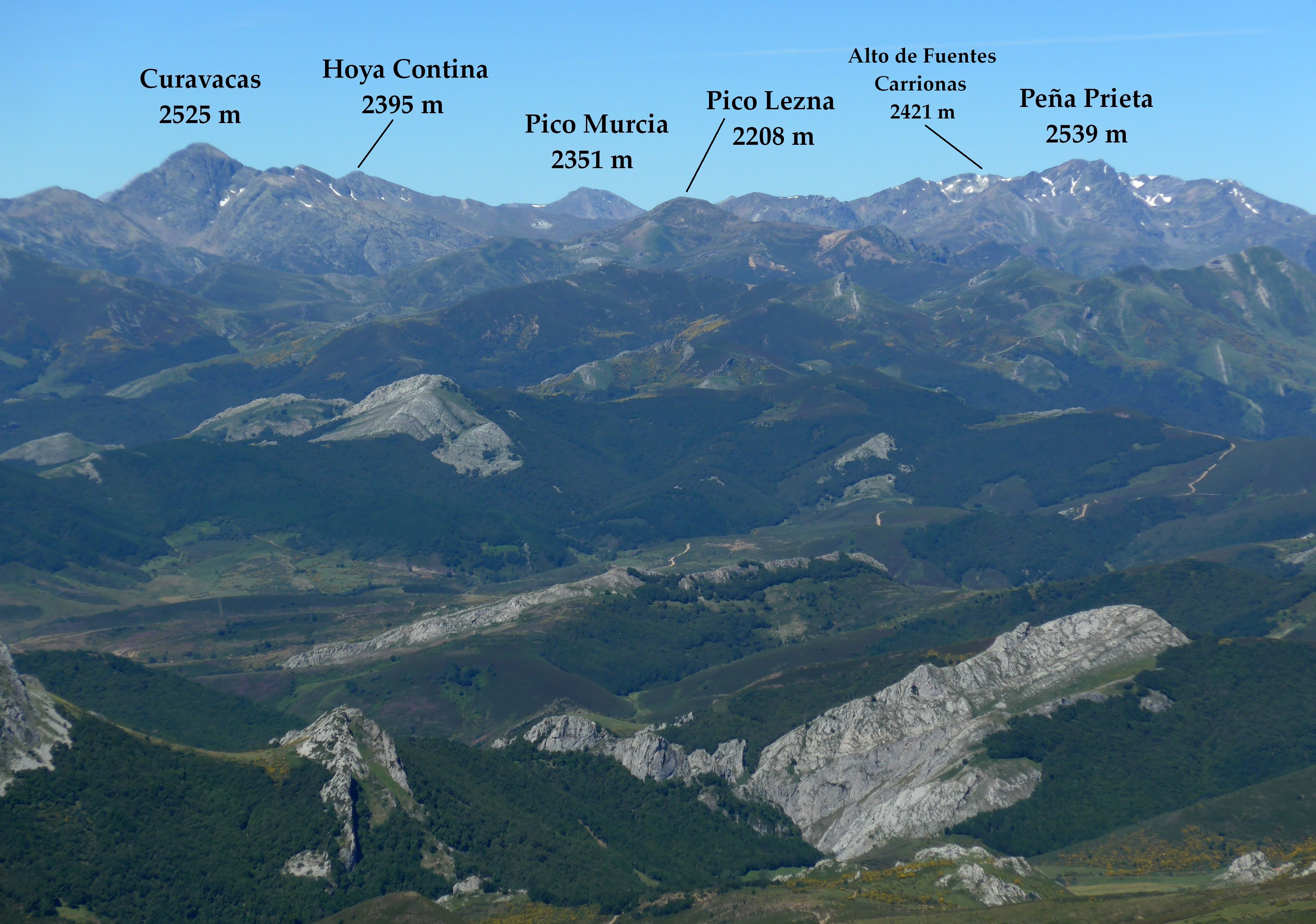
Vistas desde el pico Tres Mares hacia la Montaña Palentina

El pico Tres Mares o Tresmares es una montaña entre Cantabria y la provincia de Palencia ubicada en la sierra de Híjar, entre los valles de Polaciones, La Pernía y Campoo-Los Valles, en España. Su cumbre es el vértice del ángulo formado entre la mencionada sierra y la sierra del Cordel que cierra el Circo de Tres Mares o de Calgosa. Tiene una altitud de 2171 m s. n. m. según datos del Instituto Geográfico Nacional o de 2172,6 m s. n. m. según el Gobierno de Cantabria. Desde su vertiente oeste se extiende la serrata de Peña Labra, que vista desde La Pernía parece una prolongación de la sierra de Híjar. Su cresta rocosa está formada por el afloramiento de conglomerados de cuarcita del triásico. A sus pies, en el lado norte, se extienden las brañas de Pidruecos y la pradería de Calgosa, donde se hallan las fuentes del Ebro, y las pistas de la estación de esquí de Alto Campoo, una de las cuales llega hasta su misma cima.
Desde su mirador, algo más bajo que la cima del vecino Pando o Cuchillón, se ofrece una despejada perspectiva de los montes de Campoo y Saja hasta el mar por el norte, de los Picos de Europa hacia el noroeste, de Fuentes Carrionas y la Montaña Palentina hacia el oeste, de la meseta castellana hacia el sur, y de los valles de Valderredible y las Merindades hasta los Montes de Ordunte.

## Hidrología
El pico Tres Mares se ubica geográficamente en la divisoria de tres cuencas distintas, hecho que lo convierte en la única cima de España que vierte el agua de sus laderas hacia los tres mares que rodean la Península: su ladera oeste vierte al Nansa, que desemboca en el Cantábrico; su ladera norte desagua a la cuenca del Híjar-Ebro, que desemboca en el Mediterráneo, y su cara sur vierte aguas al Pisuerga, que, uniéndose al Duero, desemboca en el Atlántico.

## Toponimia

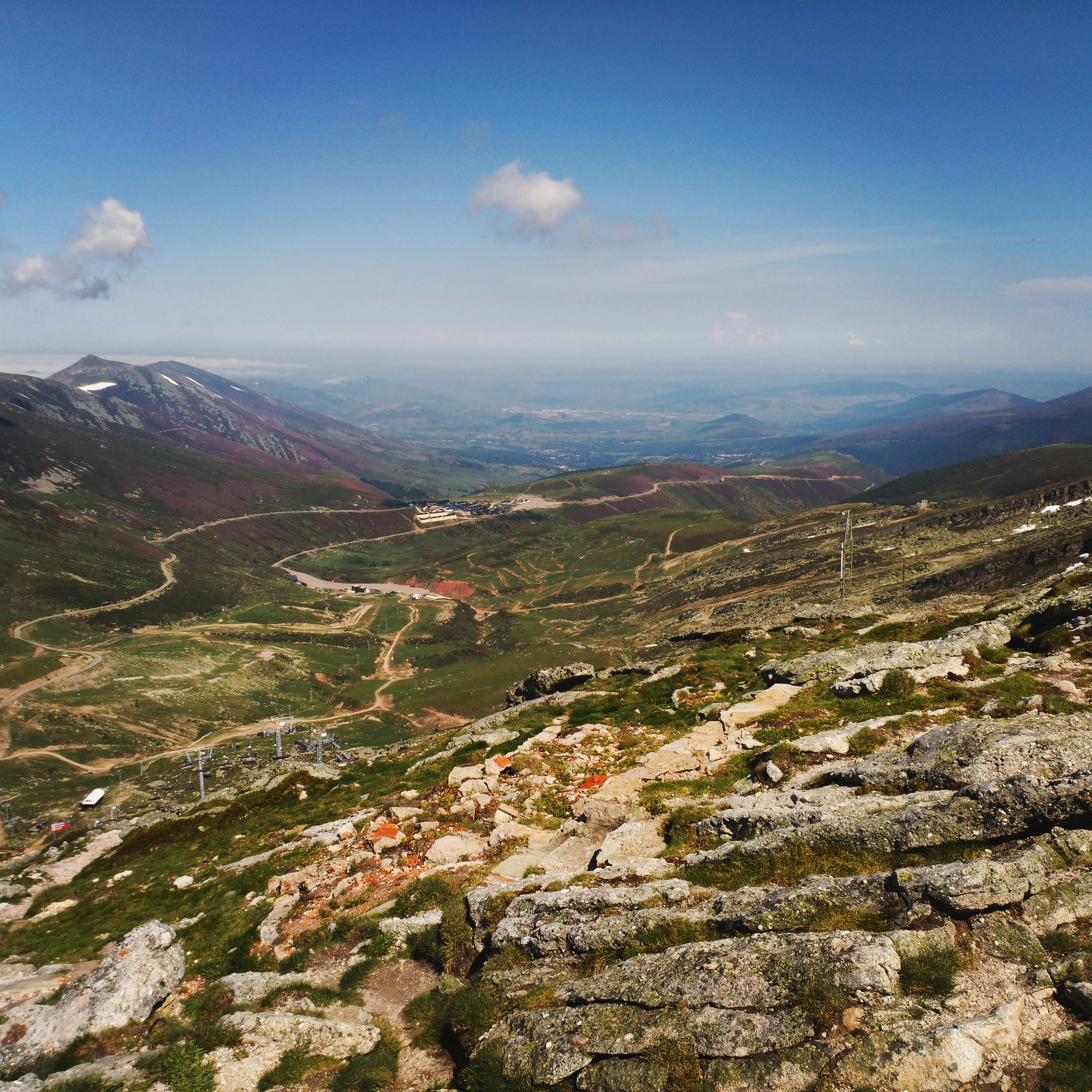
Vista del valle del río Híjar-Ebro desde la cima del pico Tresmares. Se pueden ver parte de los remontes de la estación de esquí y montaña de Alto Campoo. Además, con menos nitidez, también se llega a apreciar la ciudad cántabra de Reinosa.

Ya desde antiguo se le conocía como «Pico Negro», «Cueto Negro», o «Pico de los Asnos»

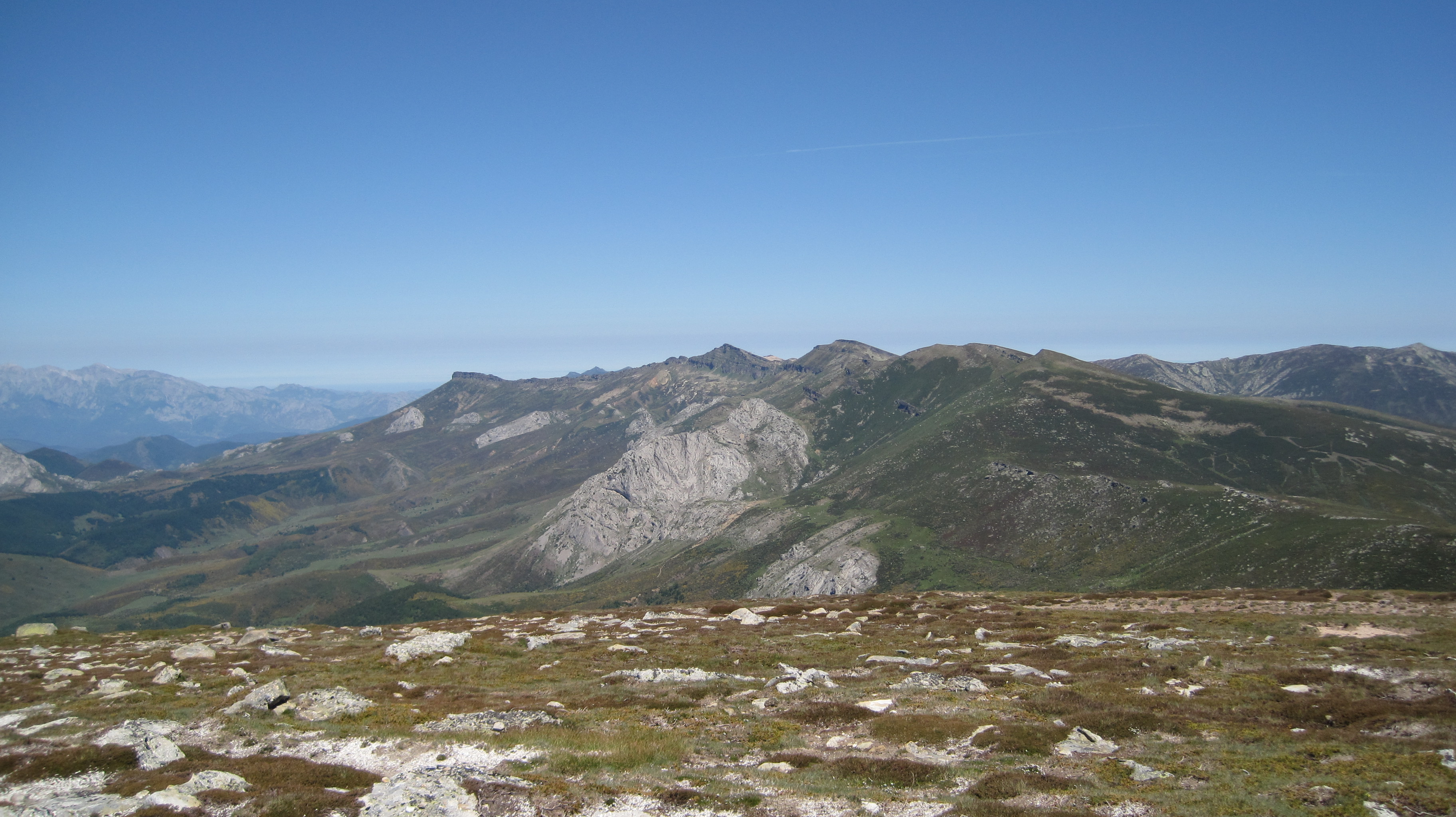
Vista de la Serrata de Peña Labra, entre el pico del mismo nombre (izquierda) y el Tres Mares (centro) y de la Sierra de Híjar, desde el Valdecebollas. En el centro, y más cerca, aparecen las calizas del Cuaternario de la Peña de las Agujas, en la zona del afloramiento del Pisuerga en la Cueva del Cobre

Ha sido citado por el hidrólogo y geógrafo Pedro Antonio de Mesa en su reconocimiento de 1862 como «Peña Labra» (precisa interpretación) y más explícitamente por Amalio Maestre en 1864 en su «Memoria Geológica de la Provincia de Santander» donde no deja ninguna duda al llamar «Peña Labra» al pico que vierte a los tres mares (quizá por considerarlo el culmen de la anterior). [cita requerida]  Otras citas lo refieren como «Pico Negro», «Cueto Negro», o «Pico de los Asnos»,, pero al parecer, fue el insigne Ángel de los Ríos quien bautizó a estas peñas como «Tres Mares», como refiere Martín de los Ríos: «yo [lo] llamó Tres Mares, porque en él acaba, como en cuchillo aguzado, el valle de este río y empiezan los del Pisuerga y Nansa, que llevan sus aguas a Tortosa, Oporto y Tina Menor, es decir, al Mediterráneo, al Atlántico y al
Cantábrico.»
Más recientemente, algunos autores se han referido a esta montaña como «Pico de las Tres Aguas», como por ejemplo, en Acta jurisdiccional del IGC de 27 de septiembre de 1920, en dicha acta se describe como mojón la piedra que formaba su cima y que fue ha sido desmochada en las muchas obras y modificaciones del mirador existente.[cita requerida]
En efecto, en las vertientes del Tres Mares nacen los mencionados ríos además del Ebro, y cada uno discurre por una cuenca distinta, llegando sus aguas a tres mares diferentes. Es la única montaña dentro de la península ibérica que vierte aguas a más de dos mares.
Además de ser la divisoria de tres cuencas hidrográficas, es también división de tres jurisdicciones históricas: valle de Polaciones (Cantabria), Hermandad de Campoo de Suso (Cantabria) y Aguilar de Campoo (Palencia).

## Medio Ambiente
Mientras la vertiente campurriana del río Ebro está siendo degradada por las estructuras ahí construidas y la actividad de la Sociedad Regional Cántabra de Promoción Turística «CANTUR S.A.» , la conservación de las vertientes del Duero y Cantábrico, debido a la dificultad de sus accesos, es mejor.
El entorno inmediato está catalogado como Lugar de Interés Comunitario LIC ES1300021 de la RED NATURA 2000, actualmente propuesto como Zona de Especial Conservación ZEC. También existe una zona ZEPA de Especial Protección de las Aves. 
Para encontrar una relación detallada de la flora y fauna de esta montaña y su entorno, consultar el artículo Valle del Híjar.

## Pico Tres Mares en la literatura española
La primera mención escrita conocida al Pico Tres Mares -con ese mismo nombre- la encontramos en unos versos escritos por Ángel de los Ríos:
Al pico de los Tres Mares

Del todopoderoso, aquí, la mano

tres rumbos dio a las aguas

indomables,

al Duero, al Ebro, al cántabro océano.

Orgulloso saber; poder humano,

¡Cuánto me parecéis ahora deleznables!

(En el punto donde se cierra y forma vértice el valle del Ebro. Sierra de Híjar/ Reinosa). 1849
El ingeniero Evaristo Lavín del Moral pidió al poeta cántabro Gerardo Diego el verano de 1964 que compusiera un poema dedicado al Pico, con el objeto de imprimir las letras en piedra y colocarlo en un refugio de montaña. Gerardo Diego lo publicó después en Vuelta del Peregrino.

A Evaristo Lavín del Noval

In vitam, post mortem

Ni una gasa de niebla ni una lluvia

o cellisca ni una dádiva de nieve

ni un borbollar de fuentes candorosa

dejó perderse. Madre soy de Iberia

que incesante en mi seno nace y dura.

A los tres mares que la ciñen, corren

-distintas y purísimas- mis aguas.

Al Ebro el Híjar, el Pisuerga al Duero

y el Nansa se despeña. Tres destinos:

Mediterráneo, Atlántico, Cantábrico.

Y mi cúspide eterna, bendiciendo

-vientos de Dios- España toda en torno.

Prostérnate en mi altar si eres hispano.

Si de otras tierras, mira, admira y calla.

A partir de este poema compuso Juan Guerrero Urreisti en 1967 el Himno a Tres Mares.
Por su parte el poeta Juan Pablo Mañueco, Premio Cervantes-Cela-Buero Vallejo, 2016, otorgado por la Junta de Comunidades de Castilla-La Mancha, escribió en el libro "Castilla, este canto es tu canto" (2016) este...

 SONETO AL PICO TRES MARES

Murada altura en pico y cresta altiva

que a las aguas acoges y a las nieves,

¿sabe tu aire que el mar a cielo eleves,

cual lago en pos de celestial deriva?

Cantábrico por Nansa, al norte, llueves;

Mediterráneo el Ebro agua escriba;

Pisuerga Atlántico en senda conciba,

por rocas, prados, fuentes, fosos breves.

¡Oh, ventura visual en que se exhiba

Cantabria toda, montaña que promueves

en Palencia, y en burgalesa arriba

verdes Merindades…! ¡Albar embebes

agua en fuentes primeras de Castilla,

que en tus nieves encuentra su semilla!

Información sobre Juan Pablo Mañueco, en la Real Asociación de Cronistas Oficiales  
Castilla y su cultura, desde el siglo IX al XXI

Más información en "Alcarreños Ilustres"

http://www.aache.com/alcarrians/manueco.htm

Noticia de la concesión del Premio Cervantes-Cela-Buero Vallejo, 2016.

https://www.periodistadigital.com/juan-pablo-manueco/20200310/689404277194-689404277194/